# ولایت فقیه (کتاب)
ولایت فقیه: حکومت اسلامی مجموعه‌ای از ۱۳ درس‌گفتار روح‌الله خمینی در حوزه علمیه نجف در مبحث ولایت فقیه است که در بهمن ۱۳۴۸ نوشته شده‌اند. این کتاب در سال ۱۳۴۹ در بیروت چاپ شد و به ایران فرستاده شد و در سال ۱۳۵۶ با ضمیمه سخنرانی دیگری به نام جهاد اکبر در ایران چاپ و بارها تجدید چاپ شد. منبع اصلی کتاب نوشته‌های ملا احمد نراقی در مورد ولایت فقیه بوده‌است.

## فصل‌ها
از عناوین بخش‌های کتاب می‌توان به این موارد اشاره کرد:
«ضرورت و بداهت ولایت فقیه، نقش استعمار در معرفی ناقص و نادرست اسلام، خودباختگی افراد جامعه در برابر پیشرفت‌های مادی غرب، اعتقاد به ضرورت تشکیل حکومت جزء ولایت است، لزوم موسسات اجرایی، سنت و رویه رسول اکرم (ص)، ضرورت استمرار اجرای احکام، رویه امیرالمؤمنین علی بن ابیطالب (ع)، ماهیت و کیفیت قوانین اسلام، احکام مالی، احکام دفاع ملی، احکام احقاق حقوق و احکام جزایی، حکومت بر وفق قانون، منصب قضا متعلق به کیست، مقاومت در مبارزه‌ای طولانی، اصلاح حوزه‌های روحانیت، از بین بردن آثار فکری و اخلاقی استعماری، اصلاح مقدس‌نماها، آخوندهای درباری را طرد کنید و حکومت‌های جائر را براندازیم»

## نقش بنی صدر
بنی صدر می‌گوید:
من نامه‌ای از یکی از طلبه‌ها دریافت کردم که در آن نوشته شده بود آقای خمینی فتوایی صادر کرده. به او پاسخ دادم اگر آقای خمینی اسلام را بیان استقلال و آزادی نمی‌بیند، پس هر فتوایی که صادر می‌کند، یا مناسب سرمایه‌داری غربی است یا کمونیسم شوروی و هیچ ارتباطی با اسلام ندارد. به من گفت که پاسخم را به آقای خمینی خواهد گفت و او نیز هنگام آگاه شدن از نظرم گفت آقای بنی صدر محق است.
در مقام ارائه نظر برآمد و حاصل آن تدریس ولایت فقیه شد. در این باره هم کتابی تألیف کرد که در فرانسه اجازه انتشار یافت. من و آقای حبیبی کتاب را مطالعه و بررسی کردیم اما هیچ چیز مفیدی در آن نیافتیم. من وقتی همراه جنازه مرحوم پدرم به نجف رفتم … به او گفتم که آیا با انتشار این کتاب می‌خواهید رژیم شاه را ابدی کنید؟ چه کسی در این دنیا می‌پذیرد ملتی علیه این نظام به پا خیزد و هزینه‌های بسیاری بدهد تا ولایت فقیهی را که شما می‌خواهید جایگزین نظام شاه کند؟
خمینی پاسخ داد: خیر، هدف من از این کتاب باز کردن فتح باب است تا افرادی همچون شما و آقای مرتضی مطهری، طرحی برای حکومت اسلامی آماده کنید. از او خواستم این سخن را به مکتوب کند. او هم این کار را کرد و از همه حقوق دانان و پژوهشگران امور دین اسلام خواست در باب نظام سیاسی و دولت جانشین کار کنند.